# Erich Sulzer
Erich Sulzer (* 10. November 1929 in Herzogenburg; † 12. Juni 1987 in  Stuttgart) war ein österreichischer Politiker (SPÖ). Er war 1969 Mitglied des Bundesrates und von 1969 bis 1983 Abgeordneter zum Landtag von Niederösterreich.
Sulzer arbeitete nach der Volks-, Haupt- und Handelsschule ab 1946 für die Niederösterreichische Gebietskrankenkasse. Er wurde 1955 in den Gemeinderat von Herzogenburg gewählt und stieg 1958 zum Stadtrat auf, ein Jahr später wurde er Vizebürgermeister. Danach übernahm er zwischen 1965 und 1984 das Amt des Bürgermeisters und war zudem zwischen 1969 und 1982 Bezirksparteivorsitzender der SPÖ im Bezirk St. Pölten. Er vertrat die SPÖ-Niederösterreich vom 6. März 1969 bis zum 19. Oktober 1969 im Bundesrat und war danach vom 20. November 1969 bis zum 4. November 1983 Abgeordneter zum Niederösterreichischen Landtag. Sulzer verunglückte 1987 tödlich in Stuttgart.